# László Lachos
László Lachos (Balassagyarmat, 17 gennaio 1933 – 20 settembre 2004) è stato un calciatore ungherese, di ruolo attaccante.

## Carriera
Conta 4 presenze e 4 reti nella Nazionale giovanile e 2 2 reti in 3 presenze nella Nazionale B.